# Nykvarn

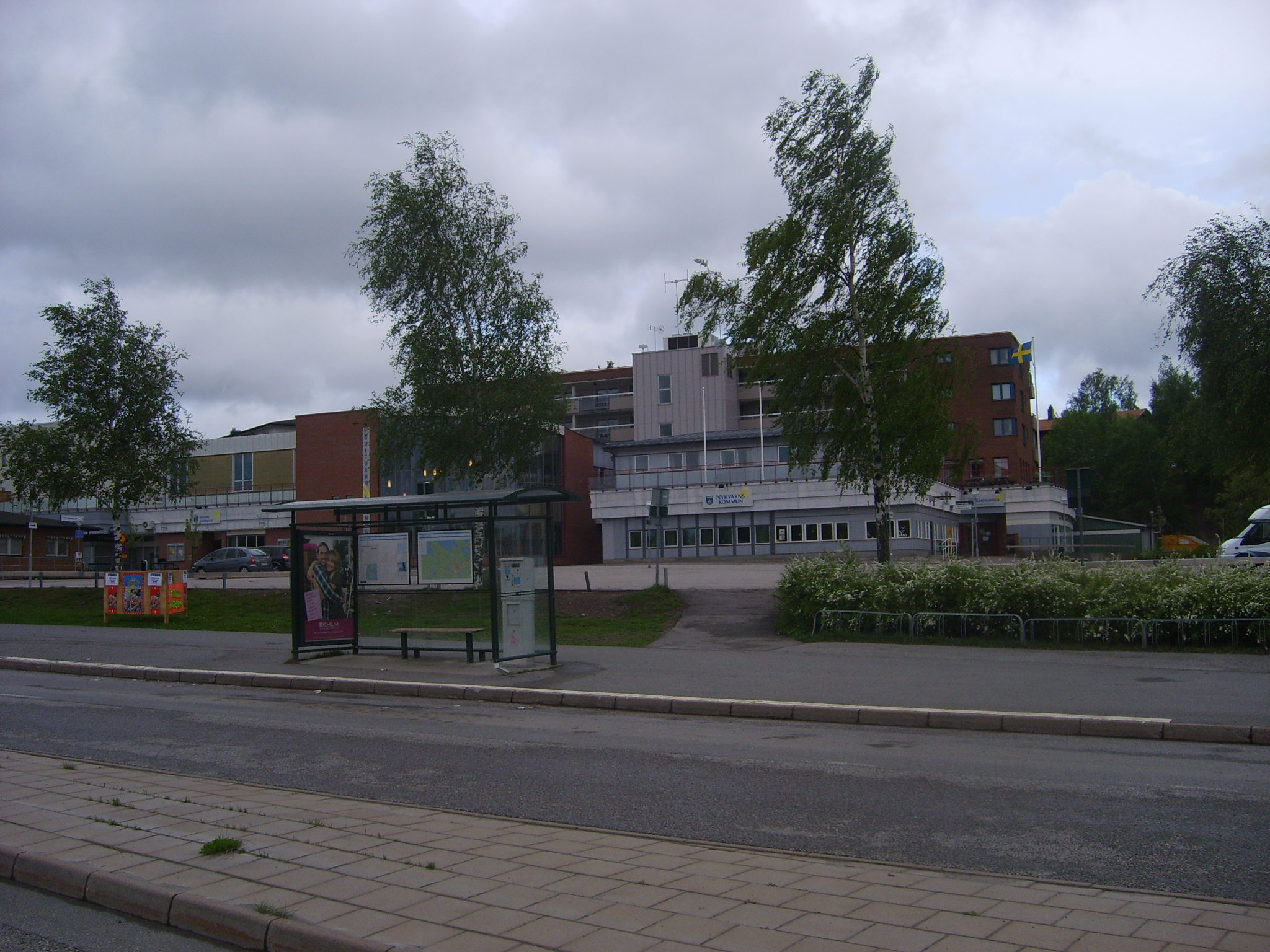
Nykvarns centrum, sett från järnvägsstationen.

Nykvarn är en tätort i Södermanland och centralort i Nykvarns kommun, Stockholms län. Orten ligger 15 kilometer väster om Södertälje. Nykvarn grundades på 1500-talet när ett nytt bruk anlades på platsen. Ordet "kvarn" användes vid den tiden närmast synonymt med bruk eller hytta.

## Befolkningsutveckling
| Befolkningsutvecklingen i Nykvarn 1950–2020 | Befolkningsutvecklingen i Nykvarn 1950–2020 | Befolkningsutvecklingen i Nykvarn 1950–2020 | Befolkningsutvecklingen i Nykvarn 1950–2020 | Befolkningsutvecklingen i Nykvarn 1950–2020 |
| ------------------------------------------- | ------------------------------------------- | ------------------------------------------- | ------------------------------------------- | ------------------------------------------- |
|                                             |                                             |                                             |                                             |                                             |
| År                                          |                                             |                                             | Folkmängd                                   | Areal (ha)                                  |
| 1950                                        | 1950                                        |                                             | 1 021                                       |                                             |
| 1960                                        | 1960                                        |                                             | 1 795                                       |                                             |
| 1965                                        | 1965                                        |                                             | 2 582                                       |                                             |
| 1970                                        | 1970                                        |                                             | 4 030                                       |                                             |
| 1975                                        | 1975                                        |                                             | 4 252                                       |                                             |
| 1980                                        | 1980                                        |                                             | 5 395                                       |                                             |
| 1990                                        | 1990                                        |                                             | 5 640                                       | 427                                         |
| 1995                                        | 1995                                        |                                             | 5 867                                       | 432                                         |
| 2000                                        | 2000                                        |                                             | 5 969                                       | 432                                         |
| 2005                                        | 2005                                        |                                             | 6 032                                       | 433                                         |
| 2010                                        | 2010                                        |                                             | 6 497                                       | 439                                         |
| 2015                                        | 2015                                        |                                             | 7 327                                       | 560                                         |
| 2020                                        | 2020                                        |                                             | 7 862                                       | 645                                         |
| Anm.: 2015 växt samman med Ladvreta         |                                             |                                             |                                             |                                             |

## Samhället
I Nykvarn finns grundskolorna Turingeskolan (F-6), Björkestaskolan (F-6), Furuborgskolan (F-6) och Lillhagaskolan (6-9).
Nykvarns herrgård ligger i orten, som sedan 1997 genomkorsas av Svealandsbanan. Från 1895 och fram till rivningen 1994 gick föregångaren Norra Södermanlands Järnväg genom Nykvarn.
I centrum återfinns bland annat en livsmedelsbutik, ett systembolag och flera matinrättningar.